# Bökerhöhe

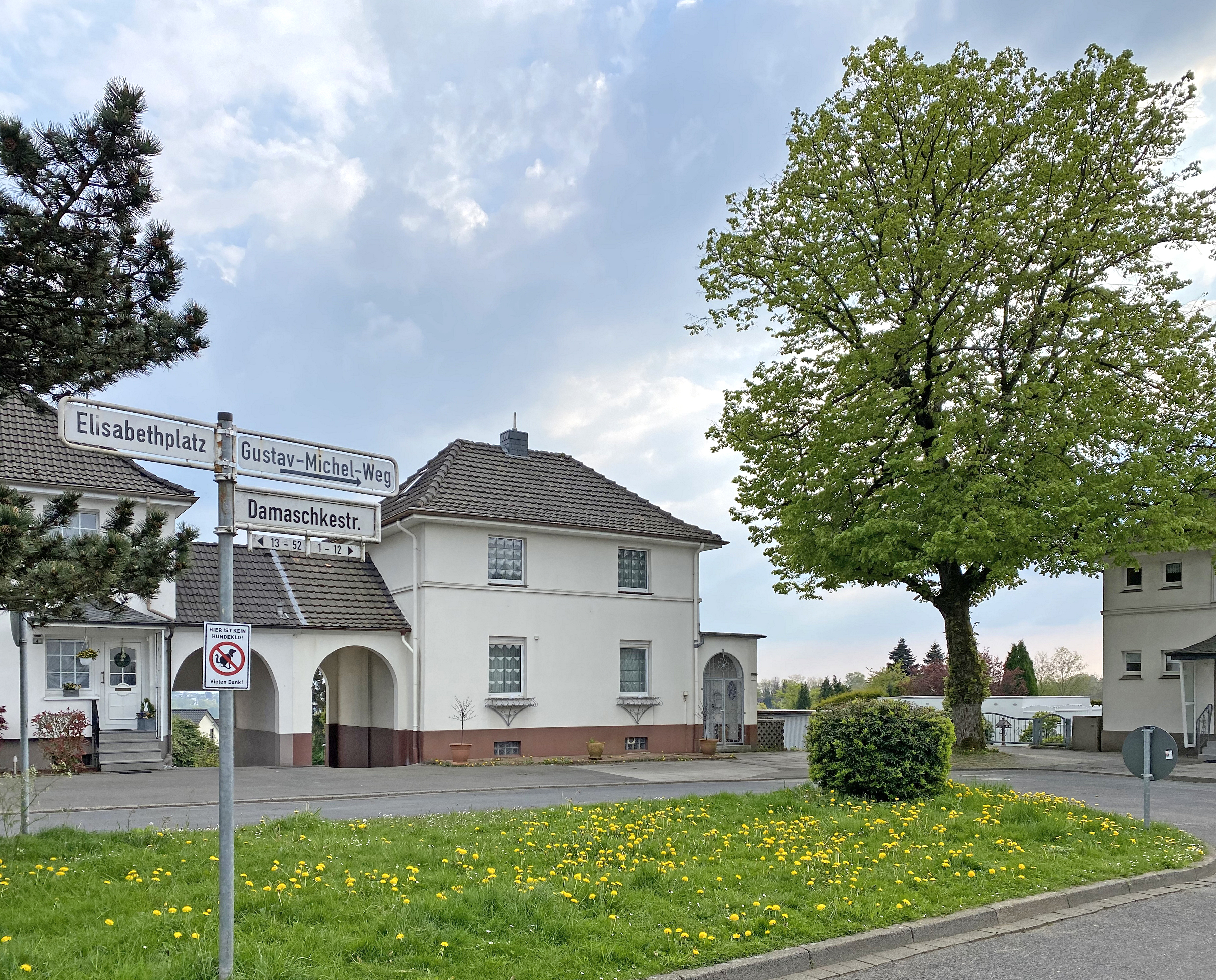
Siedlung Bökerhöhe – Elisabethplatz

Bökerhöhe ist ein Stadtteil der kreisfreien Stadt Remscheid im Stadtbezirk Remscheid-Süd.
Im Stadtteil leben 699 Einwohner (Stand: 2006) auf einer Fläche von 69 ha. Bökerhöhe liegt südlich von Wüstenhagen und der Lenneper Straße nahe der Anschlussstelle 95b „Remscheid“ der Bundesautobahn 1.

## Geschichte
Der Stadtteil entstand ab Beginn der 1920er Jahre im Rahmen eines von Moritz Böker geförderten Siedlungsprojektes nach Plänen des Remscheider Stadtbaurates Ludwig Lemmer. In dieser Zeit herrschte eine beträchtliche Wohnungsnot. Moritz Böker war als Direktor der Bergischen Stahlindustrie (BSI) bemüht, für seine Beschäftigten eine zufriedenstellende Wohnsituation zu schaffen, weil er sich davon versprach, dass sich dies auch positiv auf sein Unternehmen auswirken würde. Die Verträge über den Siedlungsbau sahen vor, dass 75 % der Siedler Beschäftigte der BSI sein sollten. Moritz Böker stellte dem 1921 gegründeten Siedlerverein die Grundstücke, die er von der Stadt erworben hatte, und das Baumaterial zur Verfügung, wodurch die Häuser in Eigeninitiative der Siedler kostengünstig errichten werden konnten. Moritz Böker zu Ehren heißt die Siedlung Bökerhöhe. Im Jahre 2014 feierte der Bürgerverein Gemarke Bökerhöhe e. V. das 90-jährige Bestehen. Die Gemarke Bökerhöhe selbst gilt als älteste Stadtrandsiedlung Remscheids.
Eine Straße ist nach Adolf Damaschke benannt. Der Straßenzug „Neuland“ bekam 1929 seinen neuen Namen „Doddestraße“ zu Ehren von Walter Dodde, der als Laienbruder am 5. Juni 1288 die bergischen Bauern „mit einer flammenden Rede“ in die Schlacht von Worringen führte.

## Landschaft
Südlich wird der Stadtteil Bökerhöhe von den Kleingärten des KGV Neuenhof e. V. umrahmt. An diese schließt sich ein großes Waldstück an, das sich bis zur Eschbachtalsperre streckt. Zudem befindet sich dort auch die Quelle des Tenter Bachs, dessen Tal unter Naturschutz steht. Auf der Westseite liegt das Naturschutzgebiet Tenter Bach und Bökerbach.

## Aufbau der Siedlung

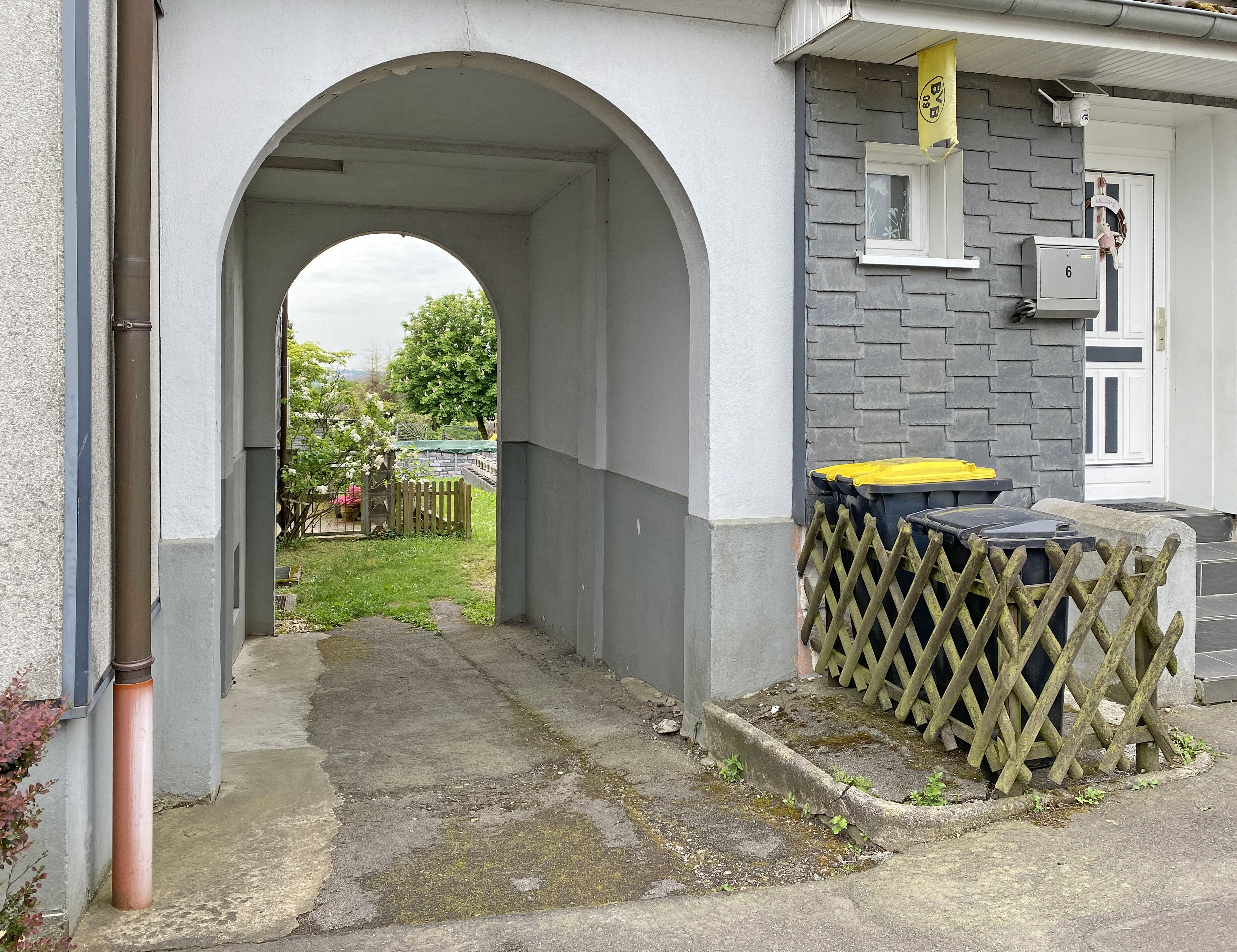
Löw am Elisabethplatz 6

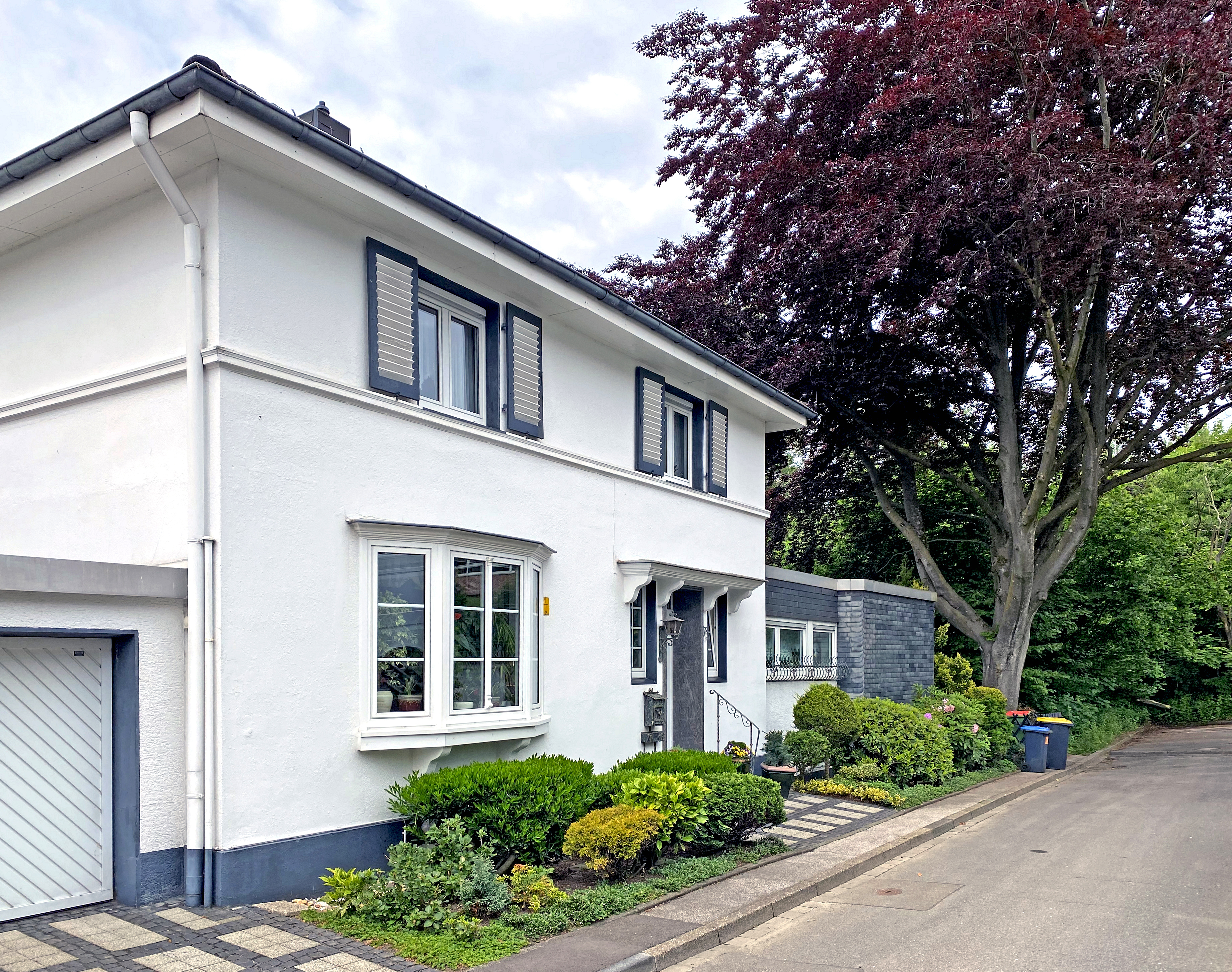
Doddestraße 77 mit authentischem Charakter

Die Siedlung ist ein reines Wohngebiet und besteht hauptsächlich aus eineinhalb- bis zweigeschossigen Doppelhäusern, die meist traufseitig zu den Straßen angeordnet sind. Die Dachform ist bei den eineinhalbgeschossigen Häusern die Satteldachform und bei den zweigeschossigen Häusern das Walmdach. Letztere besitzen häufig noch prächtige, erkerartig vorstehende Blumenfenster. Baulich markant sind auf der Bökerhöhe auch die Löfs – Mauerdurchgänge, von denen aus früheren Zeiten nur noch drei am Elisabethplatz existieren. Die übrigen Durchgänge sind zugebaut oder in die Wohngebäude integriert. Dort steht zudem die „Böker-Linde“, ein stattlicher Baum, der unter die Baumschutzsatzung fällt und von Mitarbeitern der Stadt gepflegt wird. Hinter den Häusern befinden sich ungewöhnlich große Hausgärten, die in früheren Zeiten die Selbstversorgung der Siedlungsbewohner mit Lebensmitteln unterstützen sollten.

## Bildung & Kultur
Die Gemeinschaftshauptschule Bökerhöhe bestand zwischen 1966 und 2013 und lag am westlichen Rand des Stadtteils. In demselben Gebäude am Gustav-Michel-Weg war anschließend von 2015 bis 2024 das einzige Weiterbildungskolleg der Stadt Remscheid untergebracht.
Der Siedlungsverein Bökerhöhe – jetzt Bürgerverein Gemarke Bökerhöhe e. V. – besitzt ein „Gemeinschaftsheim“ in der Doddestraße. Dort finden auch gesellige Zusammenkünfte der Siedler statt. Ehemals feierten die „Bökerhöher“ auf dem Elisabethplatz jedes Jahr eine Kirmes mit Schiffschaukel, jetzt gibt es nur noch das Sommerfest.

## Verkehr und Infrastruktur
In unmittelbarer Nähe der Anschlussstelle der Autobahn A 1 zweigt von der B 229 nach Süden die Straße Zur Bökerhöhe ab. Sie ist die einzige Zufahrt für den Wohnplatz und mündet auf den zentral gelegenen Elisabethplatz. Die Damaschkestraße kreuzt hier etwa in Ost-West-Richtung, während hier die Doddestraße vom Platz nach Süden abzweigt und etwa in einem Halbkreisbogen durch den Südteil der Siedlung führt. Wegen den Enge der Straßen müssen Parkplätze i. A. auf den Grundstücken angeordnet sein und die Bürgersteige sind meist weniger als einen halben Meter breit.
Nach dem Zweiten Weltkrieg gab es für die Siedlung eine gute Grundversorgung. Zwei Lebensmittelläden, eine Metzgerei, einen „Konsum“, ein Kurzwarengeschäft, ein Schuster und ein Zigarettenlädchen gehörten dazu. Allmählich verlagerten die Bewohner jedoch ihre Einkäufe auswärts, sodass es diese Nahversorgung nicht mehr gab.
Aufgrund der Nähe zur Bundesstraße 229 und der guten Lage in der Schnittstelle zwischen dem Stadtzentrum von Remscheid und dem Stadtbezirk Lennep besitzt der Stadtteil eine gute Anbindung an den innerstädtischen Personennahverkehr. Mehrere Stadtbus- und Nachtexpresslinien halten an der gleichnamigen Haltestelle „Bökerhöhe“.

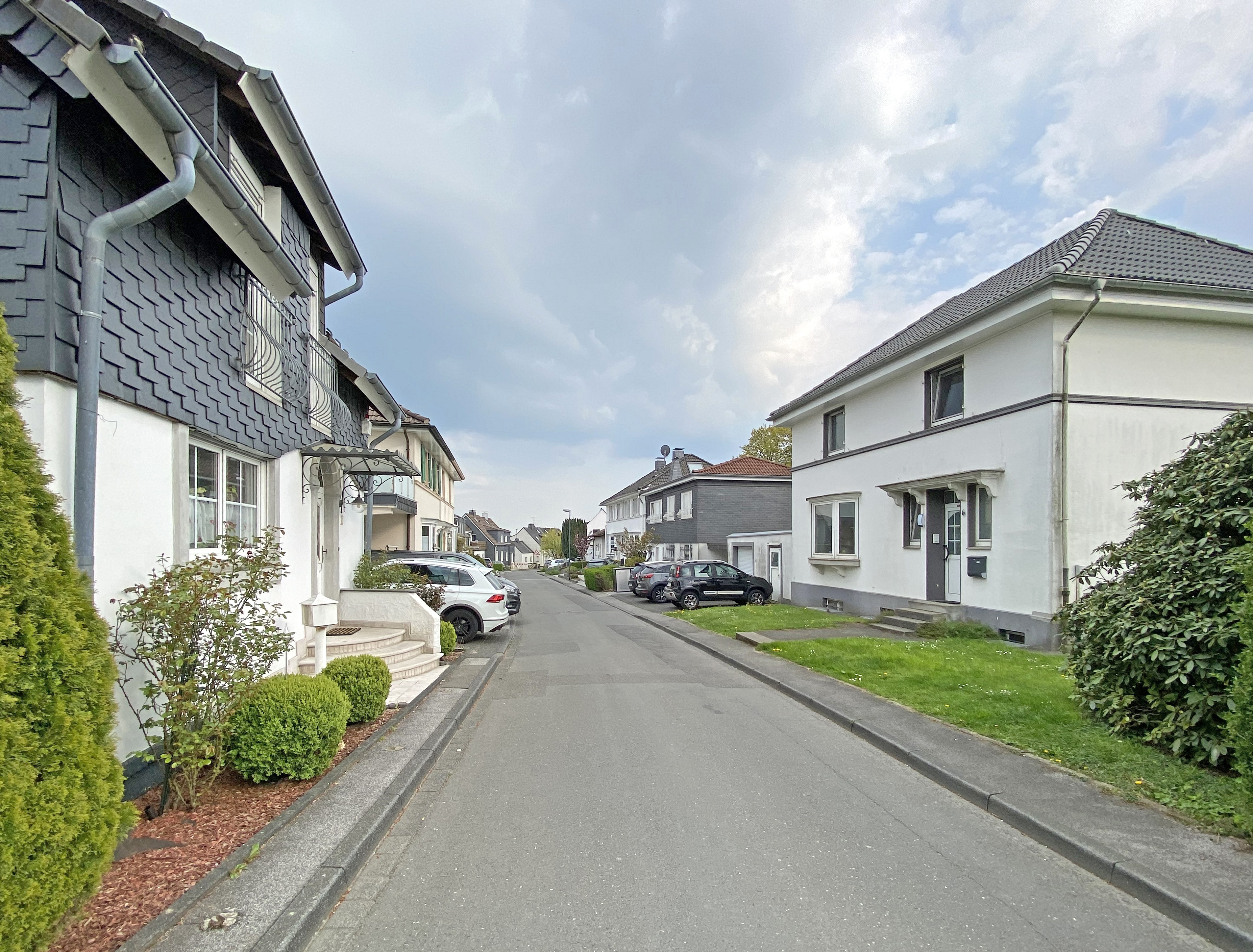
Doddestraße
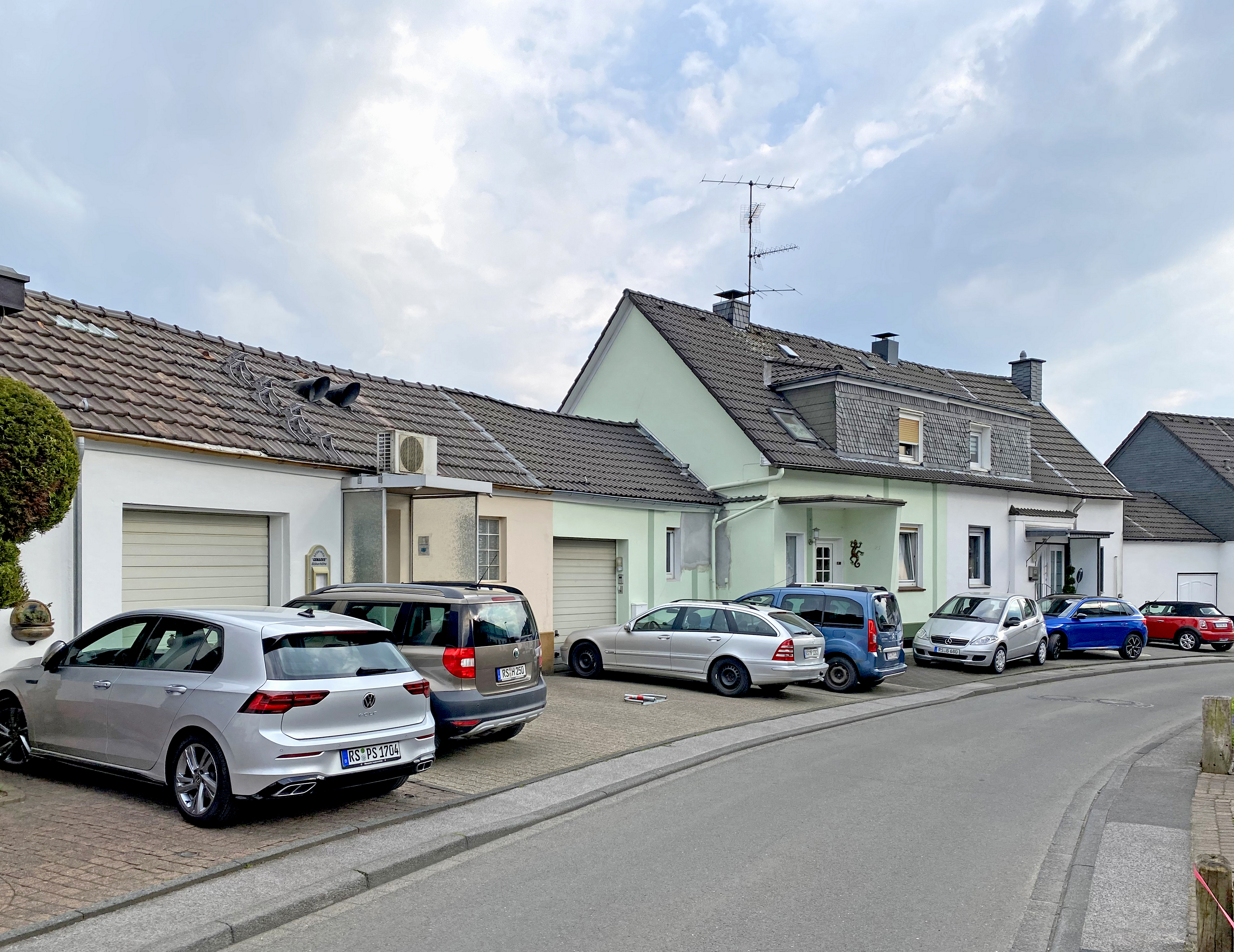
Gemeinschaftsheim in der Doddestraße
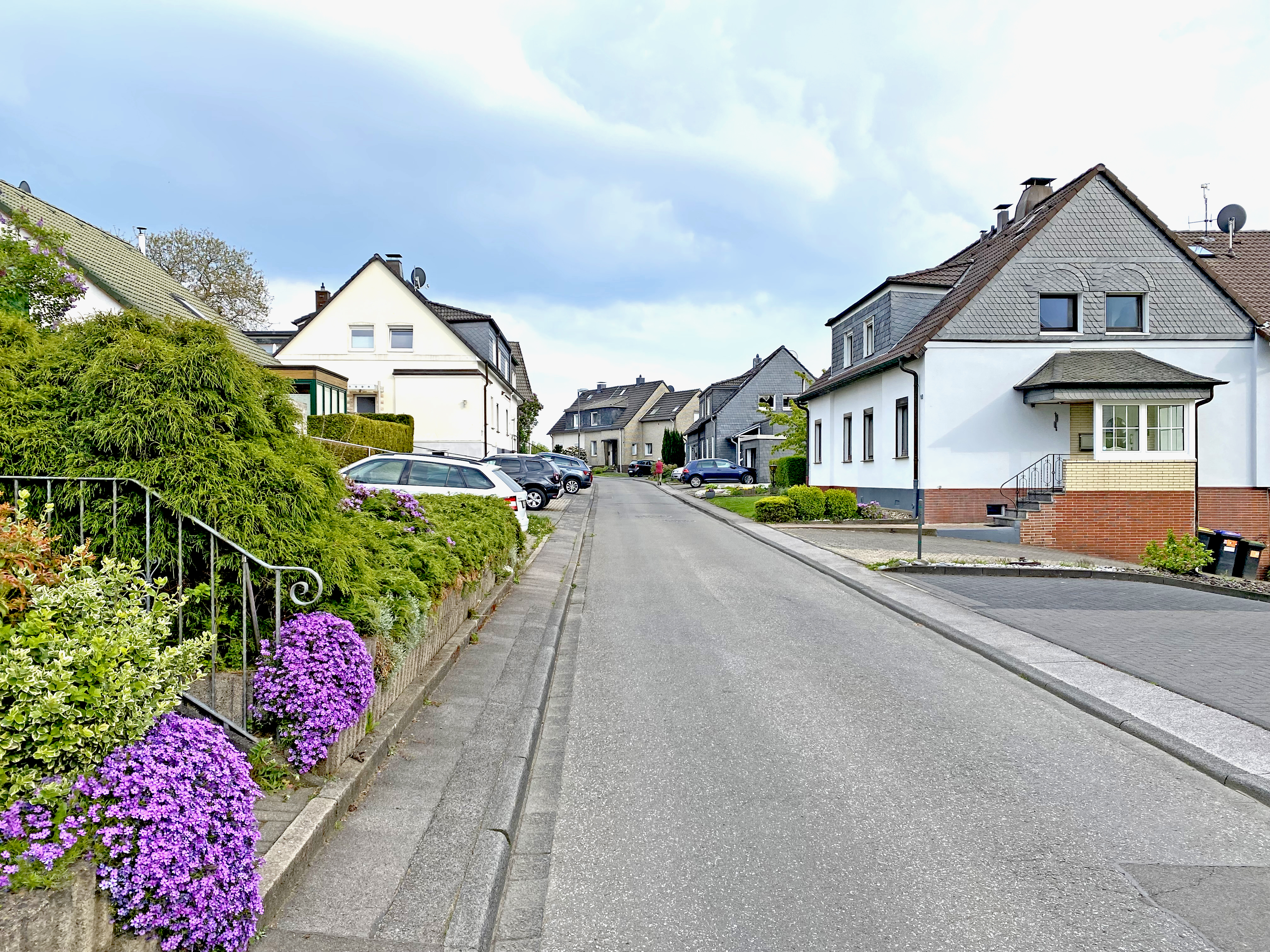
Doddestraße
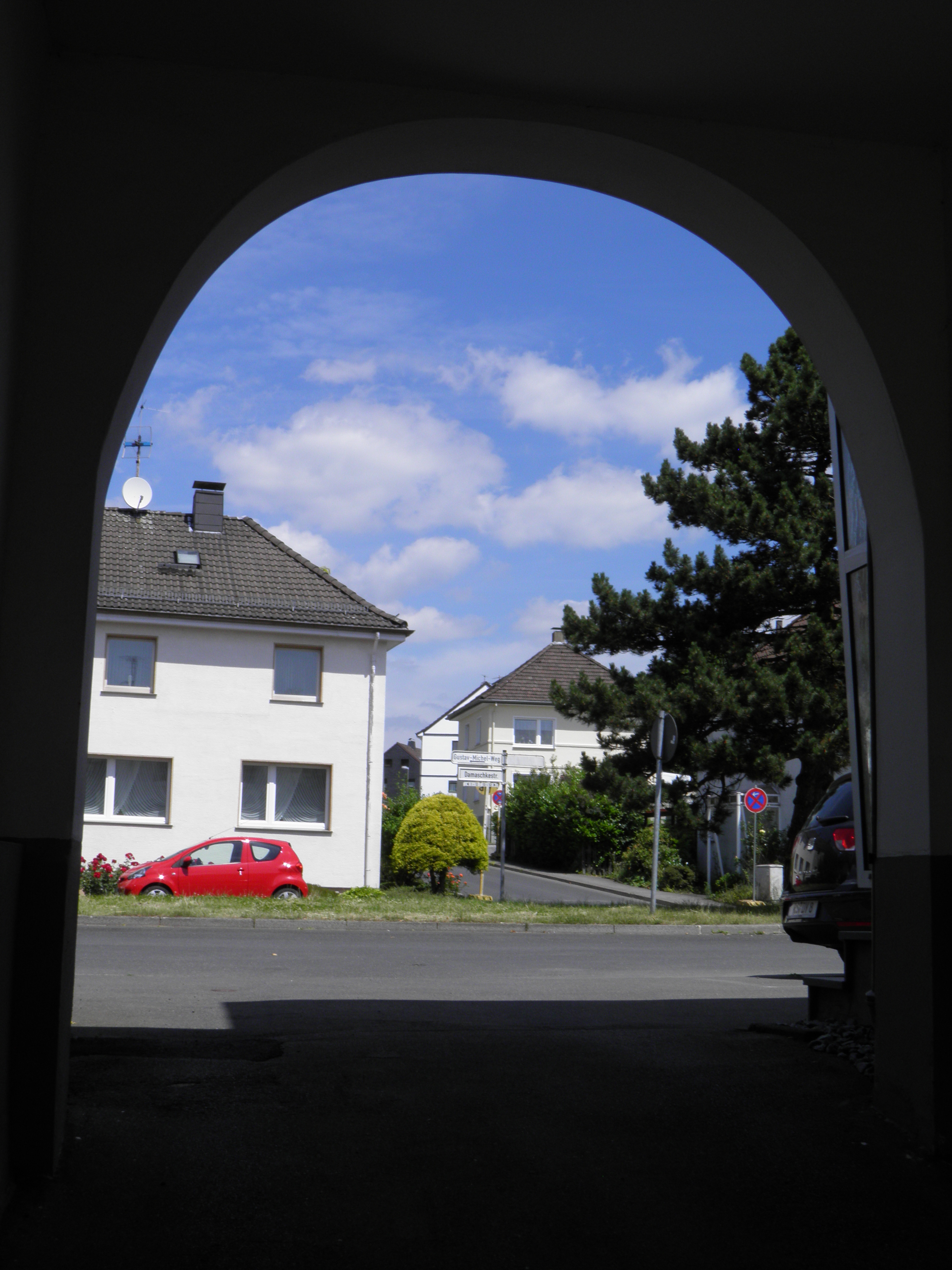
Blick durch eine alte „Löf“ auf den Elisabeth-Platz
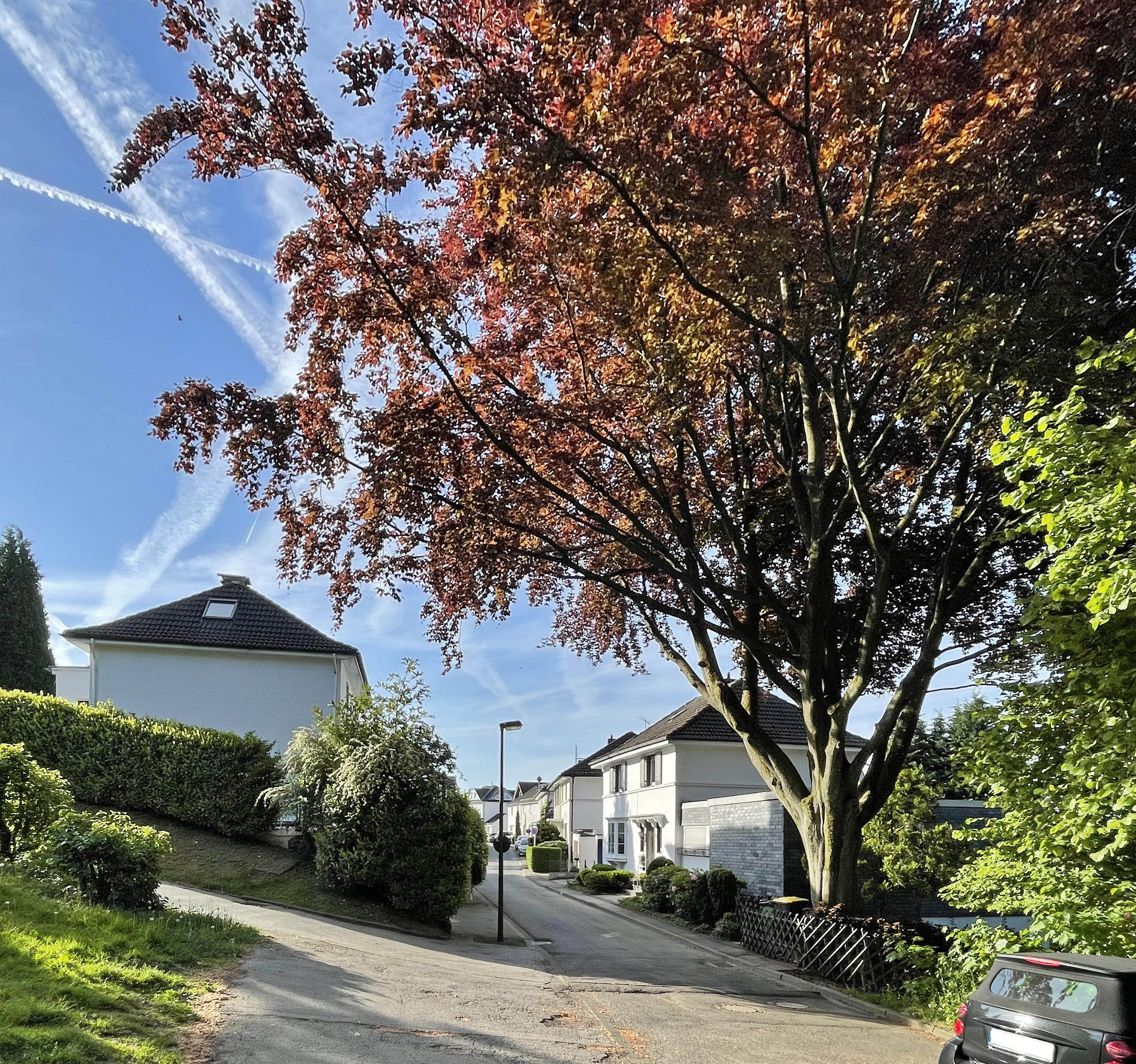
Blutbuche Wendehammer Doddestraße
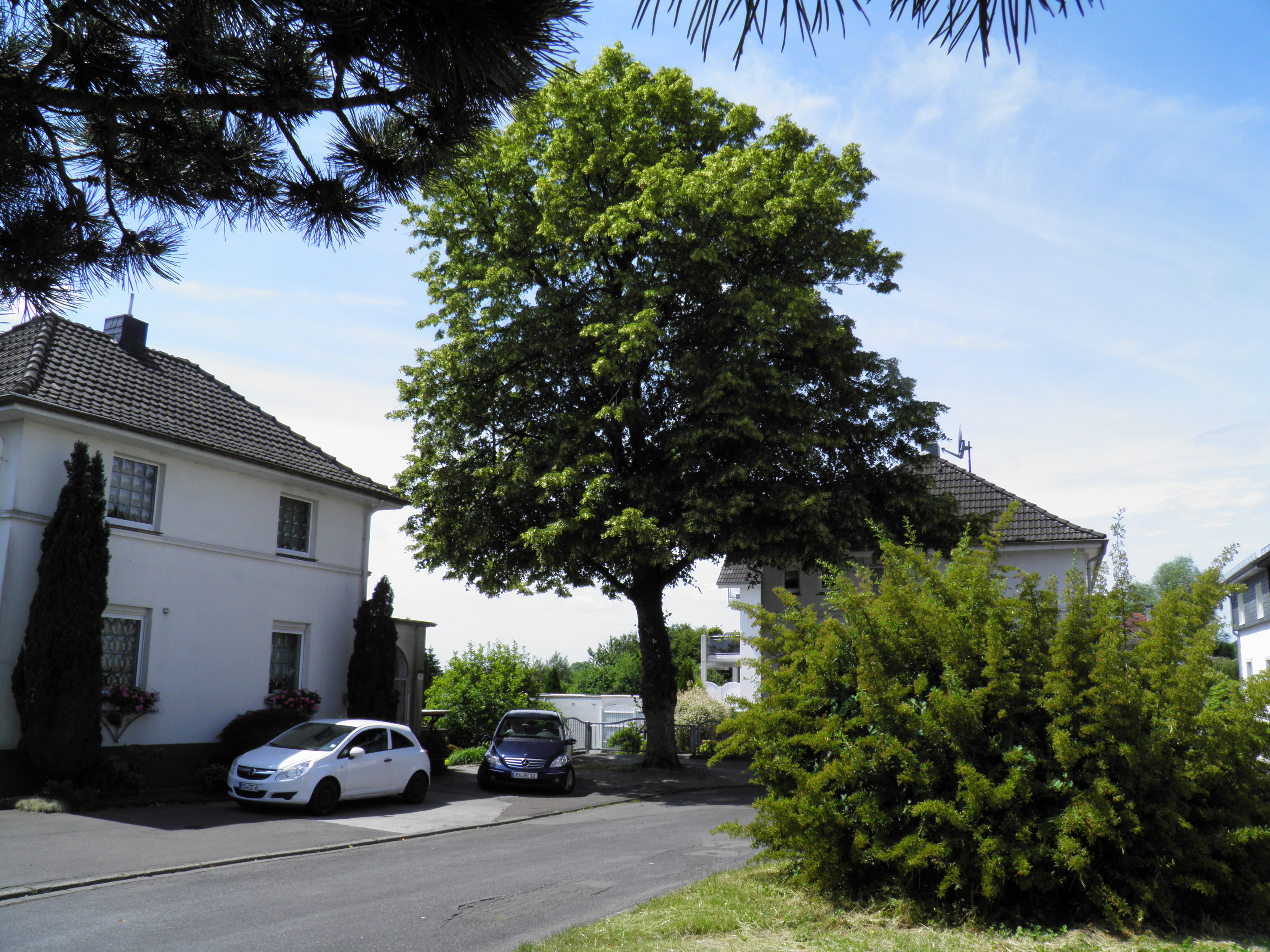
„Böker-Linde“ auf dem Elisabeth-Platz an der Bökerhöhe
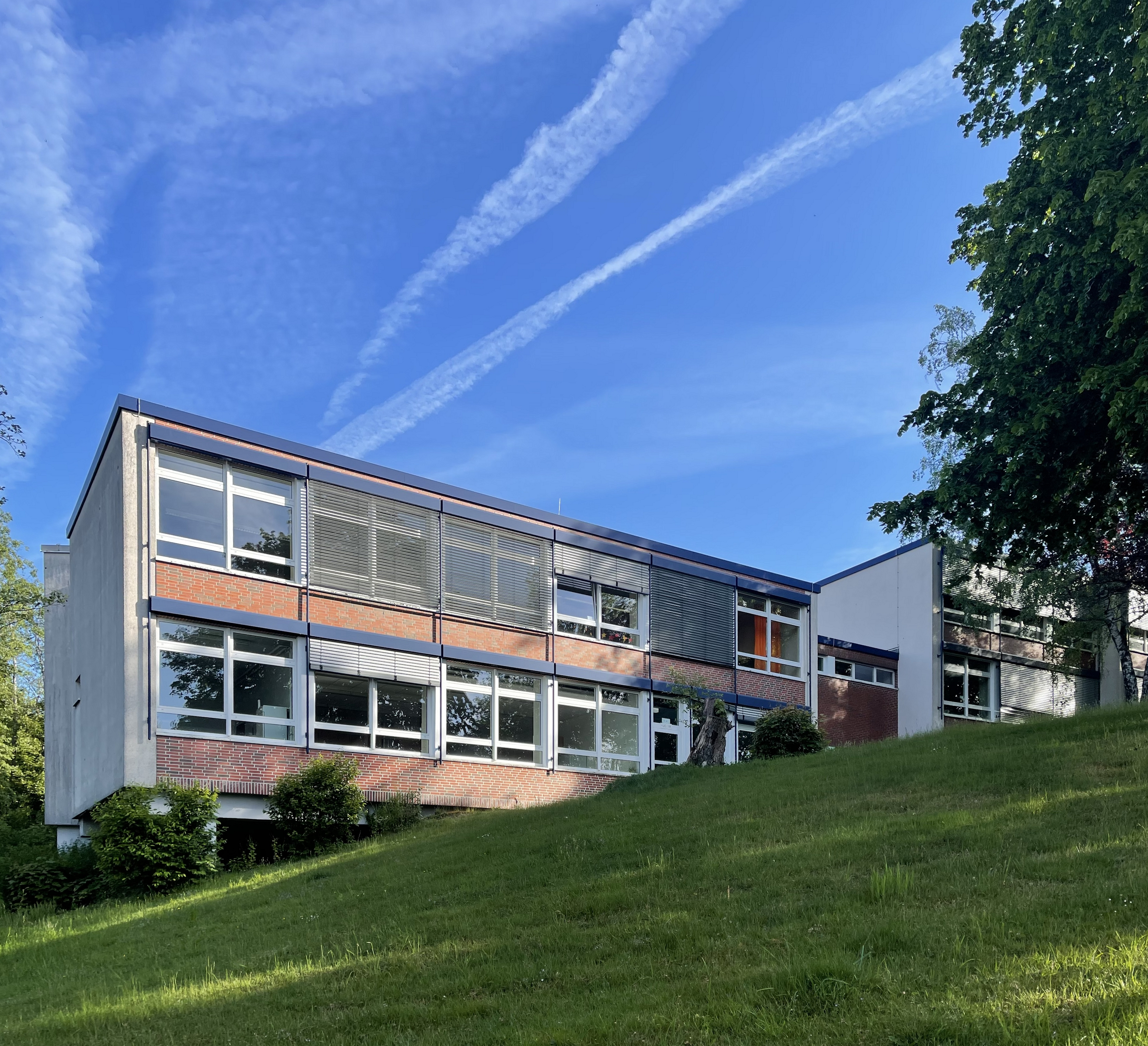
Abendrealschule Bökerhöhe
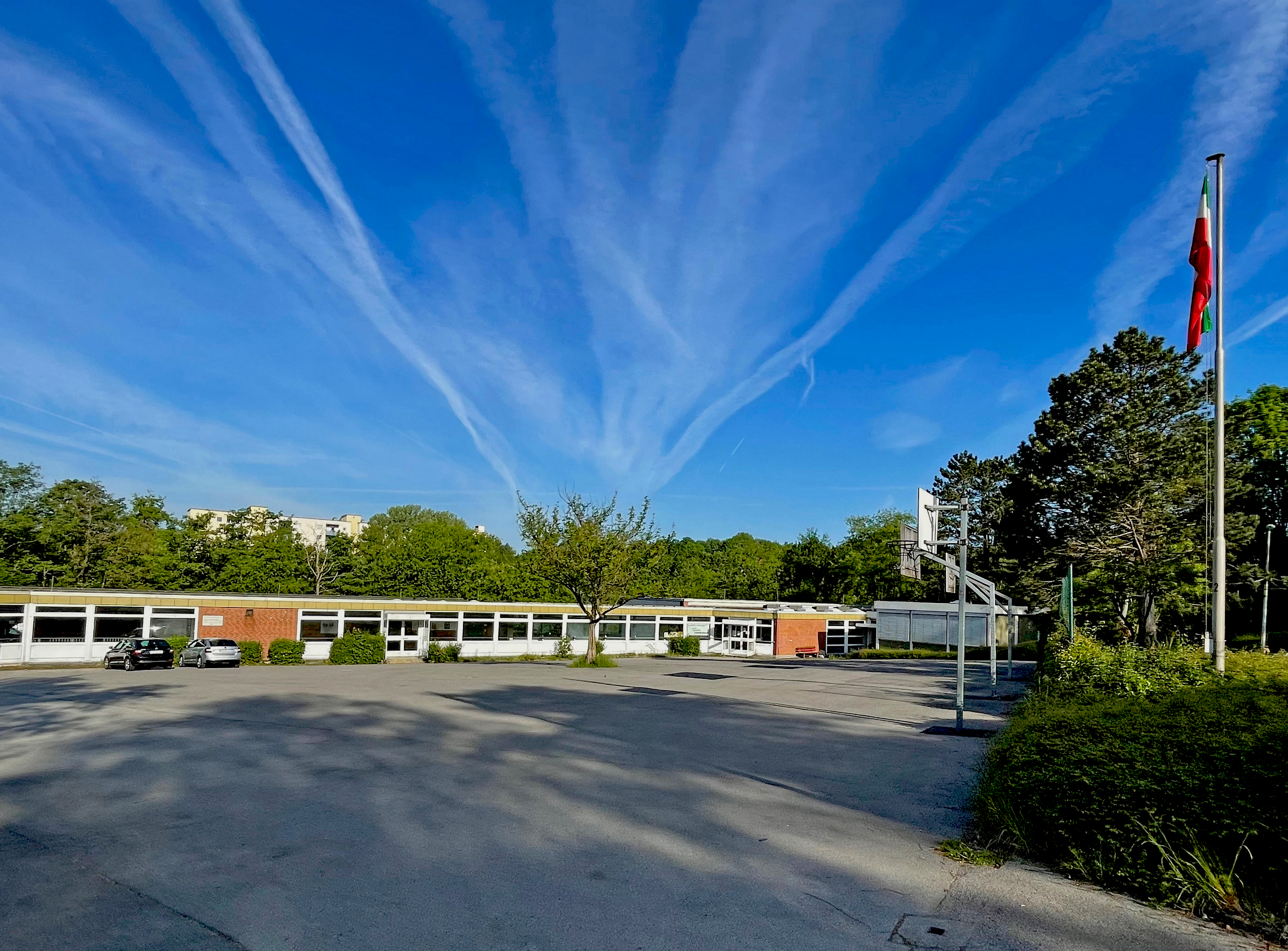
Abendrealschule Bökerhöhe
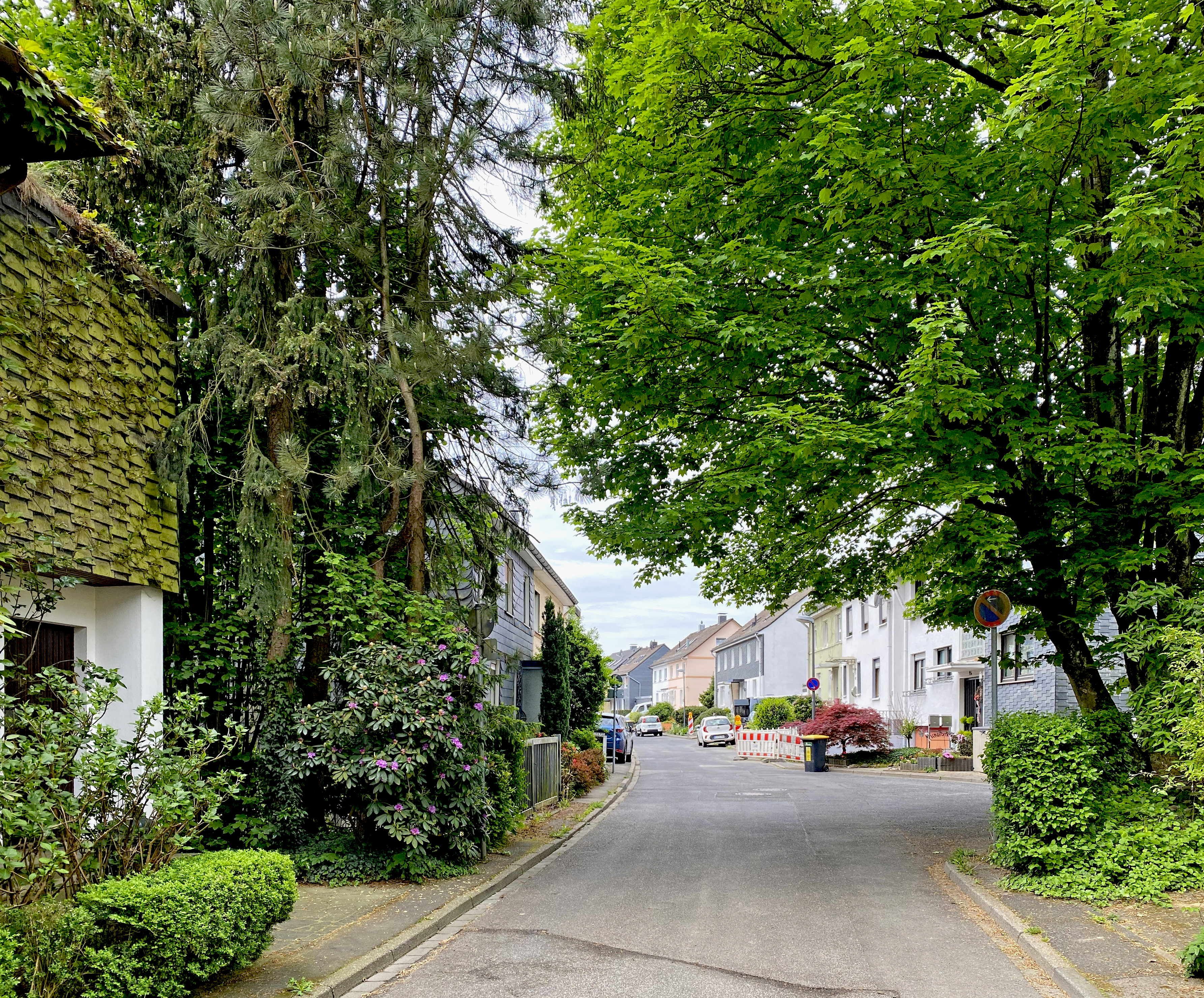
Damaschkestraße östl. Ende
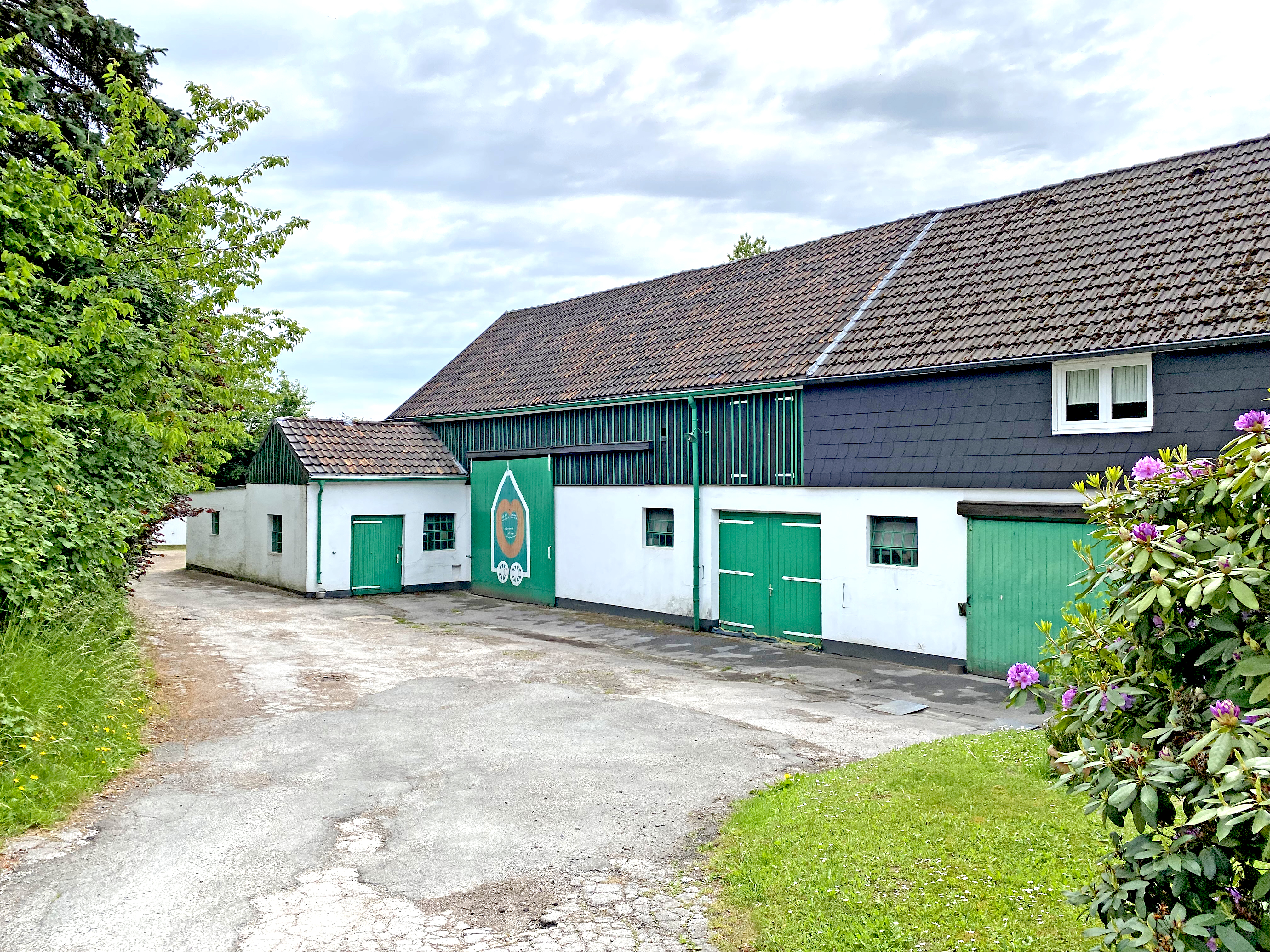
Ende der Damaschkestraße auf einem Hof
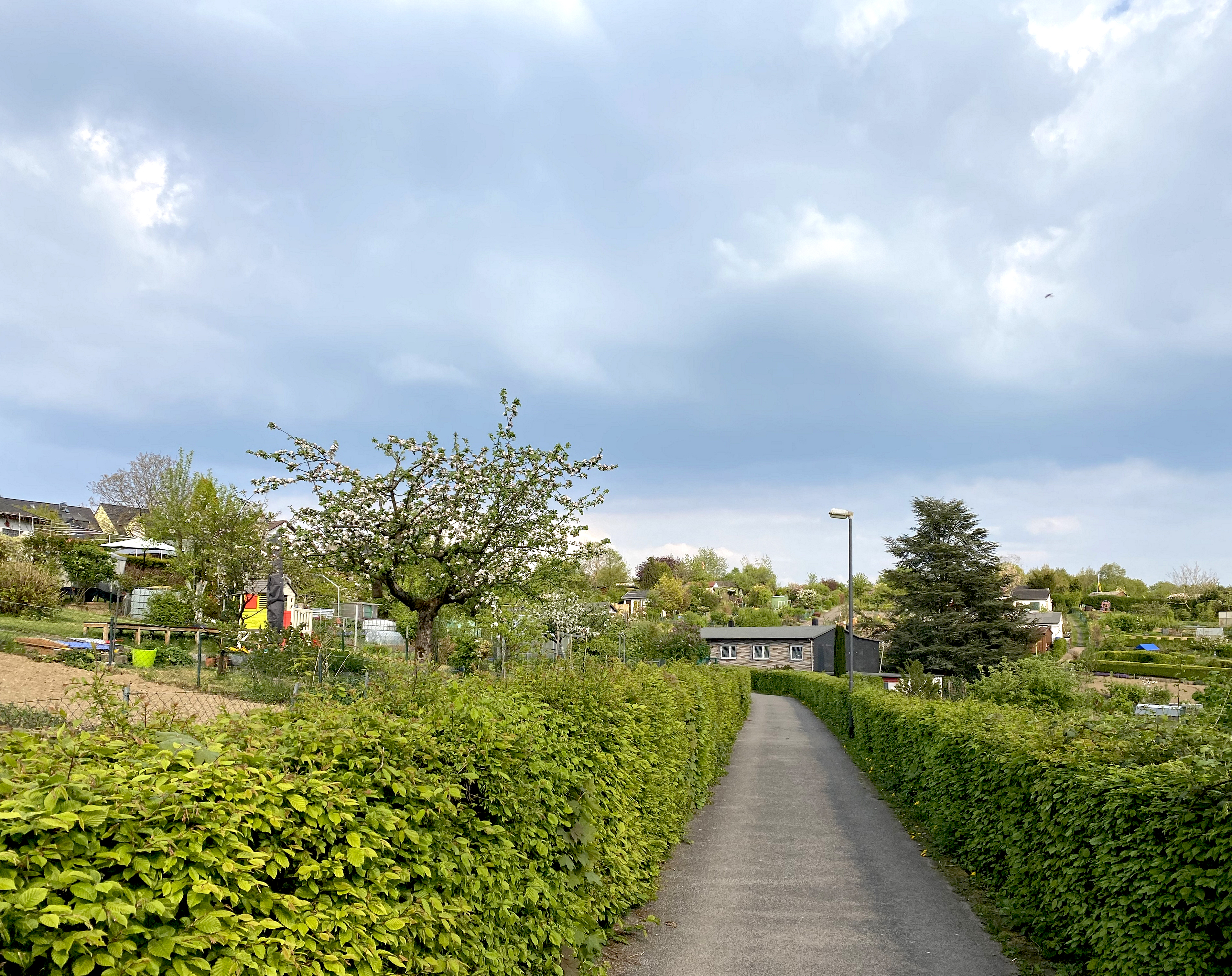
Kleingärten des KGV Neuenhof e. V. am Südhang der Bökerhöhe
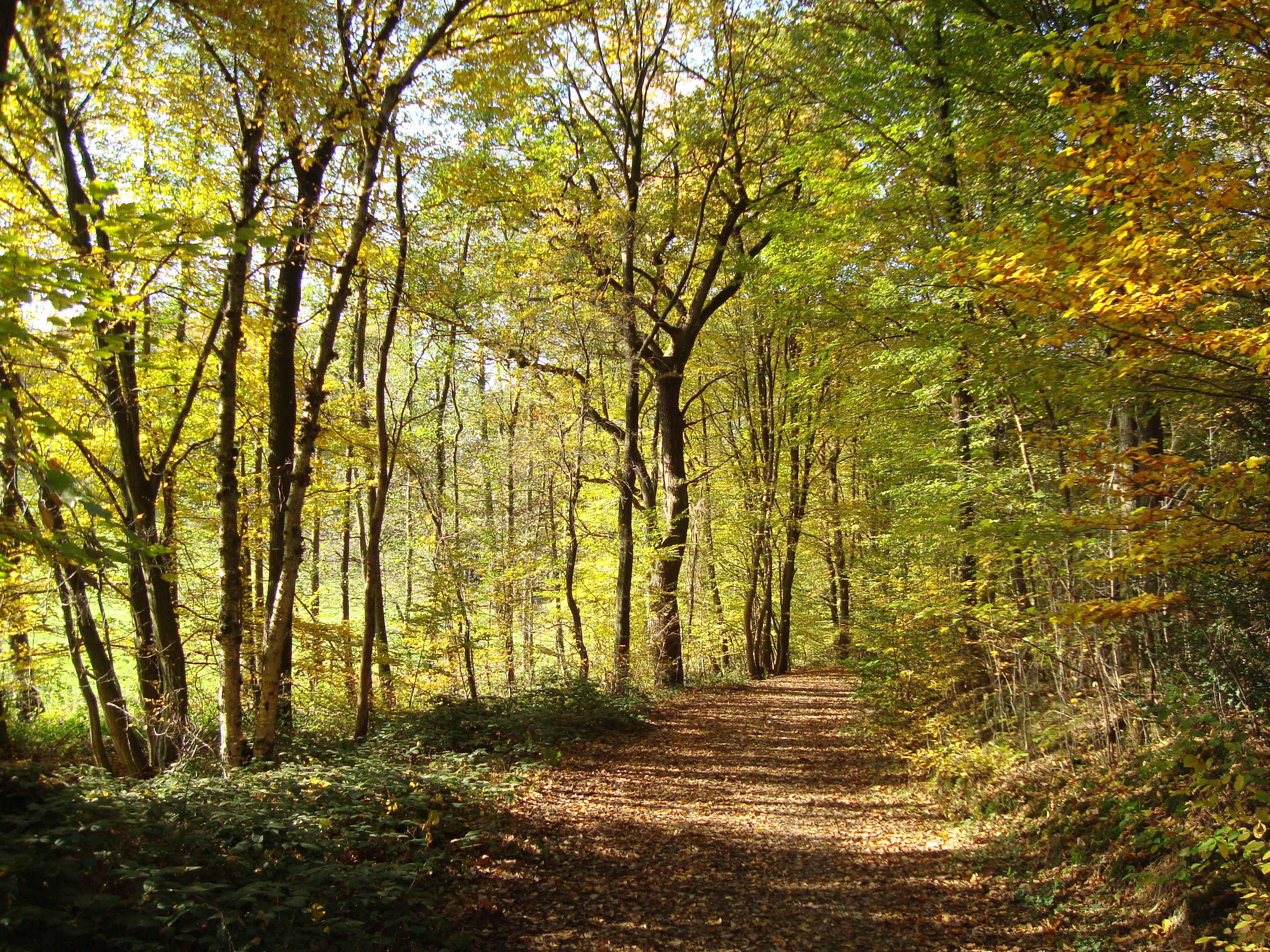
Wanderweg im Naturschutzgebiet Böker Bachtal

### Stadtbusse
Die unten angegebenen Taktzeiten beziehen sich auf die Hauptverkehrszeiten von Montag bis Freitag.
| Linie | Linienverlauf | Takt   | Bussteig |
| ----- | --- | ------ | -------- |
| 654   | (Solingen-Burg –) Reinshagen – Güldenwerth – Rathaus – Friedrich-Ebert-Platz - Remscheid Hbf – Neuenkamp – Bökerhöhe – Lennep Bf - Lennep Mitte – Lüttringhausen Mitte – Klausen | 20 min | A/B      |
| 655   | Stadtpark – Friedrich-Ebert-Platz - Remscheid Hbf – Zentralpunkt – Mixsiepen – Bökerhöhe – Lennep Bf - Lennep Mitte – Hackenberg                                                 | 20 min | B/C      |
| 664   | Friedrich-Ebert-Platz - Remscheid Hbf - Fichtenhöhe – Hohenhagen – Bökerhöhe – Hasenberg – Lennep Mitte – Lennep Bf                                                              | 20 min | B/D      |

### Nachtexpresse
Die Nachtbuslinien verkehren nur in der unten angezeigten Route von links nach rechts.
| Linie | Linienverlauf | Takt   | Bussteig |
| ----- | --- | ------ | -------- |
| NE14  | Friedrich-Ebert-Platz – Remscheid Hbf – Zentralpunkt – Mixsiepen – Bökerhöhe – Lennep Bf – Lennep Mitte – Hasenberg – Hackenberg – Lüttringhausen Mitte – Goldenberg – Clarenbach – Remscheid Hbf – Friedrich-Ebert-Platz                                                                                     | 60 min | B        |
| NE16  | Friedrich-Ebert-Platz – Remscheid Hbf – Clarenbach – Goldenberg – Lüttringhausen Mitte – Klausen – Wuppertal-Ronsdorf Bf – Halbach – Lüttringhausen Mitte – Lennep Mitte – Lennep Bf – Bökerhöhe – Neuenkamp – Remscheid Hbf – Friedrich-Ebert-Platz                                                          | 60 min | A        |
| NE19  | Friedrich-Ebert-Platz – Remscheid Hbf – Fichtenhöhe – Hohenhagen – Bökerhöhe – Hasenberg – Hackenberg – Lennep Mitte – Lennep Bf – Radevormwald-Herbeck – Radevormwald Mitte – Radevormwald-Herbeck – Lennep Mitte – Lennep Bf – Bökerhöhe – Mixsiepen – Zentralpunkt – Remscheid Hbf – Friedrich-Ebert-Platz | 60 min | B/C      |